# Gianrico Carofiglio
Gianrico Carofiglio, född 30 maj 1961 i Bari, är en italiensk författare

## Biografi
Carofiglio har arbetat som domare och åklagare vid  anti-maffia-direktionen i Bari. Han blev 2007 utsedd till konsulent i den parlamentariska anti-maffia-kommissionen och var senator för det Demokratiska partiet i det italienska parlamentet från 2008 till 2013. .
Han fick stor framgång med sin debutroman Testimone inconsapevole (På sannolika skäl)  2002 med advokaten Guido Guerrieri i huvudrollen. Han sägs med den ha  introducerat den juridiska thrillern på italienska. Därefter följde ytterligare tre romaner om advokaten Guerrieri samt  andra romaner, noveller och essäer. Han har vunnit ett stort antal litterära priser och översatts till 28 språk. 

### Utgivet på svenska
På sannolika skäl (Testimone inconsapevole), 2008. Svensk översättning: Ulla Trenter.
Med slutna ögon (Ad occhi chiusi), 2011. Svensk översättning: Ulla Trenter.
Skälig misstanke (Ragionevoli dubbi), 2012. Svensk översättning: Ulla Trenter.

### Utgivet på italienska

#### Romaner
Testimone inconsapevole, 2002.
Ad occhi chiusi, 2003.
Il passato è una terra straniera, 2004.
Ragionevoli dubbi, 2006.
Né qui né altrove. Una notte a Bari, 2008.
Le perfezioni provvisorie, 2010.
Il silenzio dell'onda, 2011.
Il bordo vertiginoso delle cose, 2013.
La casa nel bosco, con Francesco Carofiglio, 2014.
Una mutevole verità, 2014.
La regola dell'equilibrio, 2014.
L'estate fredda, 2016.

#### Noveller
Il paradosso del poliziotto, 2009.
Non esiste saggezza, 2010.
Cocaina, med Massimo Carlotto e Giancarlo De Cataldo, 2013.

#### Essäer, facklitteratur
La testimonianza dell'ufficiale e dell'agente di polizia giudiziaria, med Alessandra Susca, 2005.
L'arte del dubbio, 2007.
La manomissione delle parole, 2010.
Con parole precise. Breviario di scrittura civile. 2015

#### Serieroman
Cacciatori nelle tenebre, med teckningar av Francesco Carofiglio, 2007.

#### Filmatisering
Il passato è una terra straniera. Film av Daniele Vicari del 2008.